# Gerenzago
Gerenzago – miejscowość i gmina we Włoszech, w regionie Lombardia, w prowincji Pawia.
Według danych na rok 2004 gminę zamieszkiwało 913 osób, 182,6 os./km².